# Eenhana
Eenhana − miasto w północnej Namibii, przy granicy z Angolą, stolica regionu Ohangwena.
Przed uzyskaniem niepodległości przez Namibię znajdowały się w tym miejscu koszary South African Defence Forces, w 1992 roku utworzono osiedle, a w 1999 roku ogłoszono Eenhana miastem.

## Współpraca
Miejscowość partnerska:
- Harelbeke, Belgia